# Sioux Falls
Pour les articles homonymes, voir Sioux (homonymie).
Sioux Falls (/ˌsu ˈfɔlz/ ; en lakota : Íŋyaŋ Okábleča Otȟúŋwahe, littéralement : « Ville de l'éclat de roche ») est une ville américaine, siège du comté de Minnehaha, dans le sud-est de l'État du Dakota du Sud. Elle se situe à proximité des États du Minnesota et de l'Iowa.
Avec une population estimée à 202 078 habitants en 2022, Sioux Falls est la plus grande ville du Dakota du Sud en termes de démographie, bien qu'elle n'en soit pas la capitale, qui est Pierre. L'aire métropolitaine de Sioux Falls comprend un total de 265 653 habitants.
En 2021, les Pandora Papers ont révélé que dans cet État-Paradis fiscal la ville a récemment accueilli 30 fiducies liées à des personnes ou des entreprises notamment accusées de corruption, de violations des droits de l'homme dans certaines des communautés les plus pauvres du monde.

## Histoire

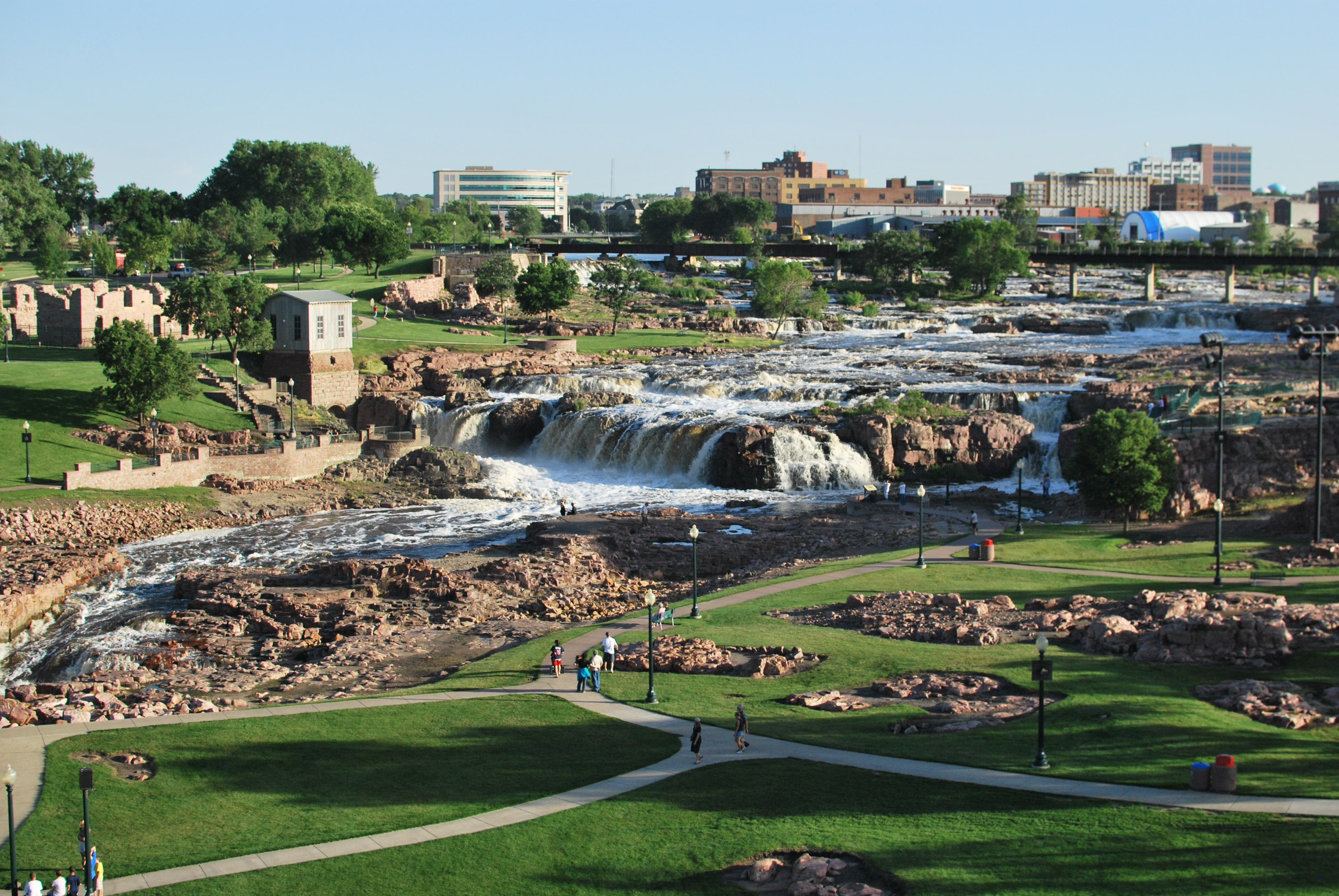
Les chutes de la rivière Big Sioux, donnant son nom à la ville.

L'histoire de Sioux Falls est d'abord liée aux chutes d'eau sur la rivière Big Sioux qui lui donnent son nom. Ce lieu a attiré de nombreuses tribus amérindiennes et certains vestiges (tumulus) liés à cette présence sont encore visibles de nos jours.
Les premiers colons européens à explorer la région, des Français, arrivent au début du XVIIIe siècle et la première visite documentée écrite par un trappeur date de 1832.
Deux communautés distinctes, une de Saint Paul (Minnesota) une de Dubuque (Iowa), revendiquèrent le site autour des chutes en 1856. Lors de la guerre du Dakota, opposant les pionniers aux Amérindiens locaux, la ville fut évacuée en 1862 et détruite par les Amérindiens. En 1865, un fort est construit sur l'emplacement de la ville, Fort Dakota, et les pionniers reviennent s'installer. En 1883, la ville est incorporée.
Le train arrive à Sioux Falls dans les années 1880 et est responsable d'un boom démographique qui prend fin dans les années 1890. Après la construction d'une usine agroalimentaire en 1909, puis avec la construction d'une base aérienne en 1942 et enfin avec la construction des autoroutes, la population augmente rapidement. En 1981, la Citibank décide de délocaliser son centre de gestion des cartes bancaires de New York à Sioux Falls pour profiter de lois favorables sur l'usure. Depuis la ville se développe rapidement et a tourné son économie vers le commerce et la finance,.

## Géographie
Sioux Falls est située à une altitude de 440 m, sur les rives de la rivière Big Sioux, au cœur des Grandes Plaines. Elle se trouve à 265 km au nord d’Omaha, et à 340 km au sud-ouest de Minneapolis-Saint Paul à la jonction entre les autoroutes Interstate 90 et Interstate 29.
La municipalité s'étend sur 73,47 milles carrés (190,29 km2), pour l'essentiel dans le comté de Minnehaha : 61,63 milles carrés (159,62 km2). C'est d'ailleurs dans ce comté que se trouvent toutes les étendues d'eau de la ville, sur 0,51 milles carrés (1,32 km2).

### Climat
Le climat de la ville est de type continental. Les hivers sont froids, et parfois très froids à cause du vent. Les précipitations de neige et grésil sont en moyenne d'environ 1 mètre, mais les chutes de neige importantes sont rares, une ou deux fois par an. En été et à la fin du printemps les orages sont fréquents, mais les tornades sont plus rares. Les inondations liées à la fonte des neiges sont limitées grâce à un canal qui dévie les eaux de la rivière Big Sioux.

## Démographie
Selon le recensement de 2010, Sioux Falls compte 153 888 habitants, dont 132 793 habitants dans le comté de Minnehaha et 21 095 habitants dans le comté de Lincoln.
| 1880  | 1890   | 1900   | 1910   | 1920   | 1930   |
| ----- | ------ | ------ | ------ | ------ | ------ |
| 2 164 | 10 177 | 10 266 | 14 094 | 25 202 | 33 362 |

| 1940   | 1950   | 1960   | 1970   | 1980   | 1990    |
| ------ | ------ | ------ | ------ | ------ | ------- |
| 40 832 | 52 969 | 65 466 | 72 488 | 81 182 | 100 814 |

| 2000    | 2010    | 2020    | - | - | - |
| ------- | ------- | ------- | - | - | - |
| 123 975 | 153 888 | 192 517 | - | - | - |

## Paradis fiscal et blanchiment d'argent sale
En octobre 2021, la ville de Sioux Falls, via plusieurs articles du Washington Post et de l'International Consortium of Investigative Journalists (ICIJ), est apparue dans les révélations des Pandora Papers comme ayant en quelques années accueilli au moins 30 fiducies utilisées par des personnes et/ou des entreprises accusées de corruption, de violations des droits de l'homme ou d'autres actes répréhensibles réalisés hors des États-Unis, dans des communautés parmi les plus pauvres du monde.
Ces fiducies, discrètes et peu connues, permettent à des criminels de cacher ou blanchir leur argent et profiter de facilités d'optimisation fiscale proposées à Sioux Falls .
Ceci fait partie des faits qui motivent un groupe (bipartite) de législateurs qui ont décidé de proposer une législation qui — cela est nouveau aux États-Unis — obligerait les sociétés de fiducie, les avocats, les marchands d'art et autres à enquêter sur les clients étrangers cherchant à transférer de l'argent et des actifs dans le système financier américain. Les banques des États-Unis ont obligation d'enquêter sur leurs clients et leurs sources de richesse (diligence raisonnable), mais ce n'est pas le cas pour les sociétés de fiducie, ni les avocats, ni les conseillers en investissement, ni les comptables, ni les marchands d'art, ni les cabinets de relations publiques (de même que d'autres professionnels), une lacune juridique souvent dénoncée par ceux qui luttent contre la criminalité financière.

## Administration
Sioux Falls est le lieu d'implantation du pénitencier d'État du Dakota du Sud où se trouve notamment le couloir de la mort ainsi que la chambre d'exécution (en) de l'État.

## Religion
Sioux Falls est le siège du diocèse catholique de Sioux Falls avec la cathédrale Saint-Joseph, construite par le Français Emmanuel Masqueray.

## Transports
L'aéroport régional de Sioux Falls (code IATA : FSD • code OACI : KFSD) dessert la ville.

## Jumelages
- Potsdam (Allemagne)
- Strabane (Irlande du Nord)
- Sourgout (Russie)